# Li Hagman
Li Hagman-Schmalenbach (* 1974 in Stockholm) ist eine deutsche Schauspielerin.

## Leben
Li Hagman ist die Tochter einer Schwedin und eines Deutschen und lebte bis zum Abschluss ihres Abiturs in der schwedischen Hauptstadt Stockholm. Danach absolvierte sie für zwei Jahre eine Sprachausbildung in London. Anschließend kehrte sie nach Stockholm zurück und baute am Pygmétheater Puppen, erstellte Szenografien und spielte Theatervorstellungen. Mit zwei Musikern gründete sie dann das Jazz-Trio M. M. L.
Einige Jahre später übersiedelte sie nach Deutschland und ließ sich am Puppentheater Bochum zur Puppenspielerin ausbilden. Es folgte der Wechsel an die Folkwang-Hochschule Essen. Später entdeckte man sie für das Filmprojekt Himmelbett an der Münchner Filmhochschule. Danach folgten weitere Film- und Fernsehproduktionen. Bühnenerfahrung sammelte Li Hagman an der Folkwang-Hochschule sowie an den Stadttheatern von Bielefeld und Luzern.
Einem breiten Publikum ist Li Hagman aus der ZDF-Krimiserie SOKO Wismar bekannt, in der sie von der 1. bis in die 12. Staffel die Rolle der finnischen Austauschpolizistin Leena Virtanen spielte.
Li Hagman lebt heute in Berlin.

## Filmografie (Auswahl)
- 1999: Himmelbett
- 2000: Cut Away
- 2000: Großstadtrevier
- 2001: Boat Trip
- 2001: Powder Park
- 2001: Wilsberg: Wilsberg und der letzte Anruf
- 2001: Die Rettungsflieger
- 2002: Kein Mann für eine Nummer
- 2002: Lindenstraße (Folge 857–860)
- 2003: Nikola
- 2004: SK Kölsch Quacksalber (Folge 67)
- 2004–2015: SOKO Wismar
- 2005: Letztes Kapitel
- 2005: Im Namen des Gesetzes
- 2009: Fräulein Stinnes fährt um die Welt

## Theater (Auswahl)
- 1996: Anfie Parnasso/Kinder der Nacht (Folkwanghochschule Essen)
- 1996: Le Chapeau (Theater Festival, Rambervillers)
- 1997: Die Stunde, da wir nichts voneinander wußten (Stadttheater Luzern)
- 1998: Oh Pinocchio (Stadttheater Bielefeld)